# Sankt Stefan ob Stainz
Sankt Stefan ob Stainz osztrák község Stájerország Deutschlandsbergi járásában. 2017 januárjában 3567 lakosa volt. 

## Elhelyezkedése

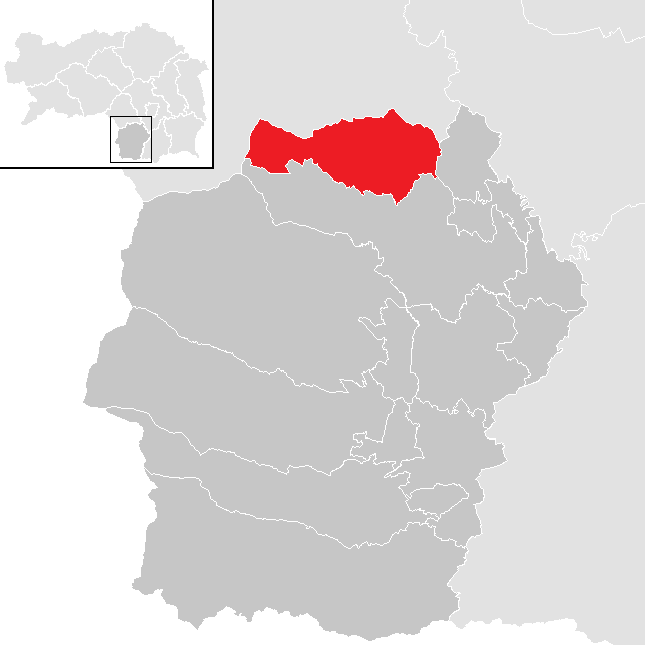
Sankt Stefan ob Stainz a Deutschlandsbergi járásban

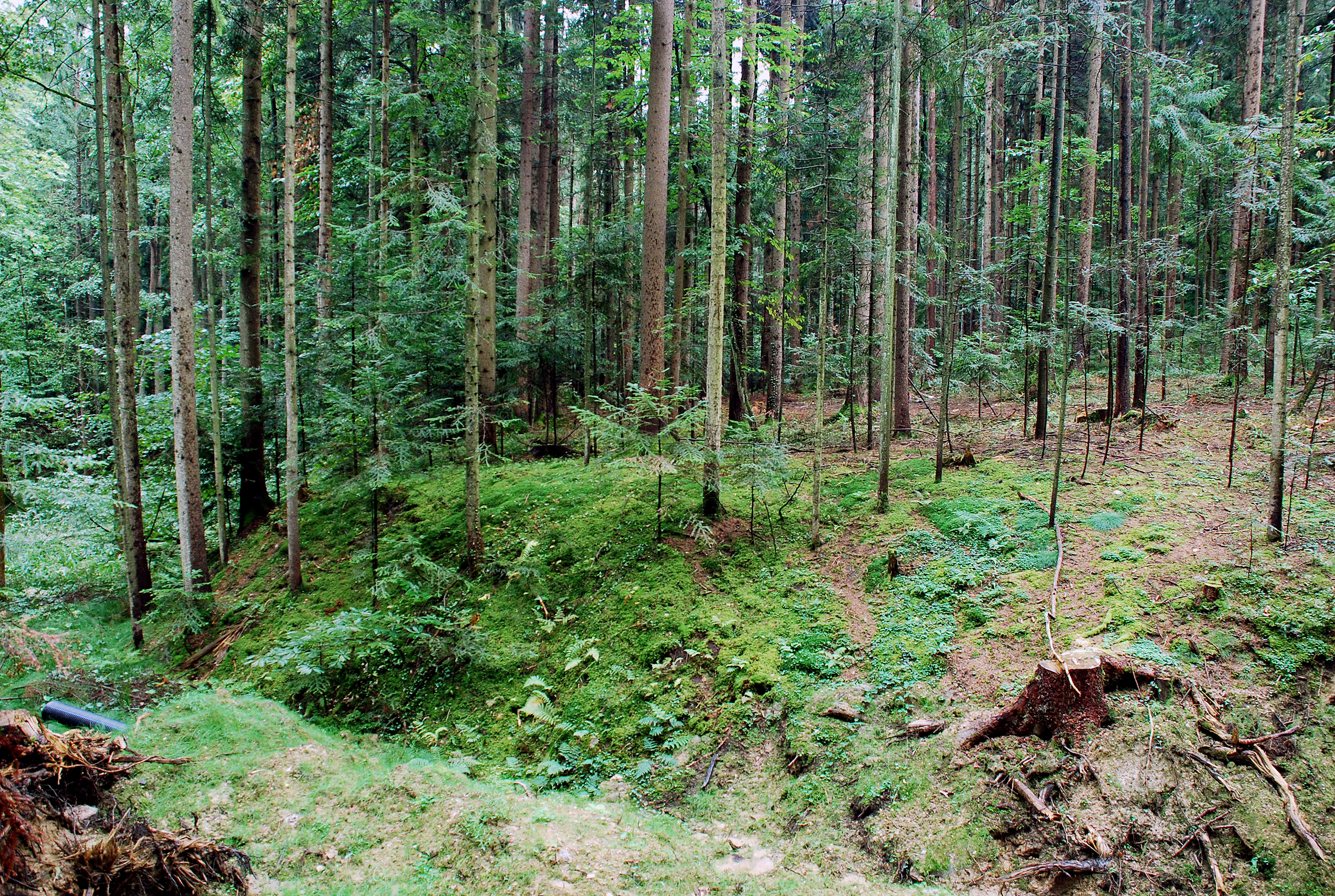
A lemsitzi vár romjait teljesen benőtte az erdő

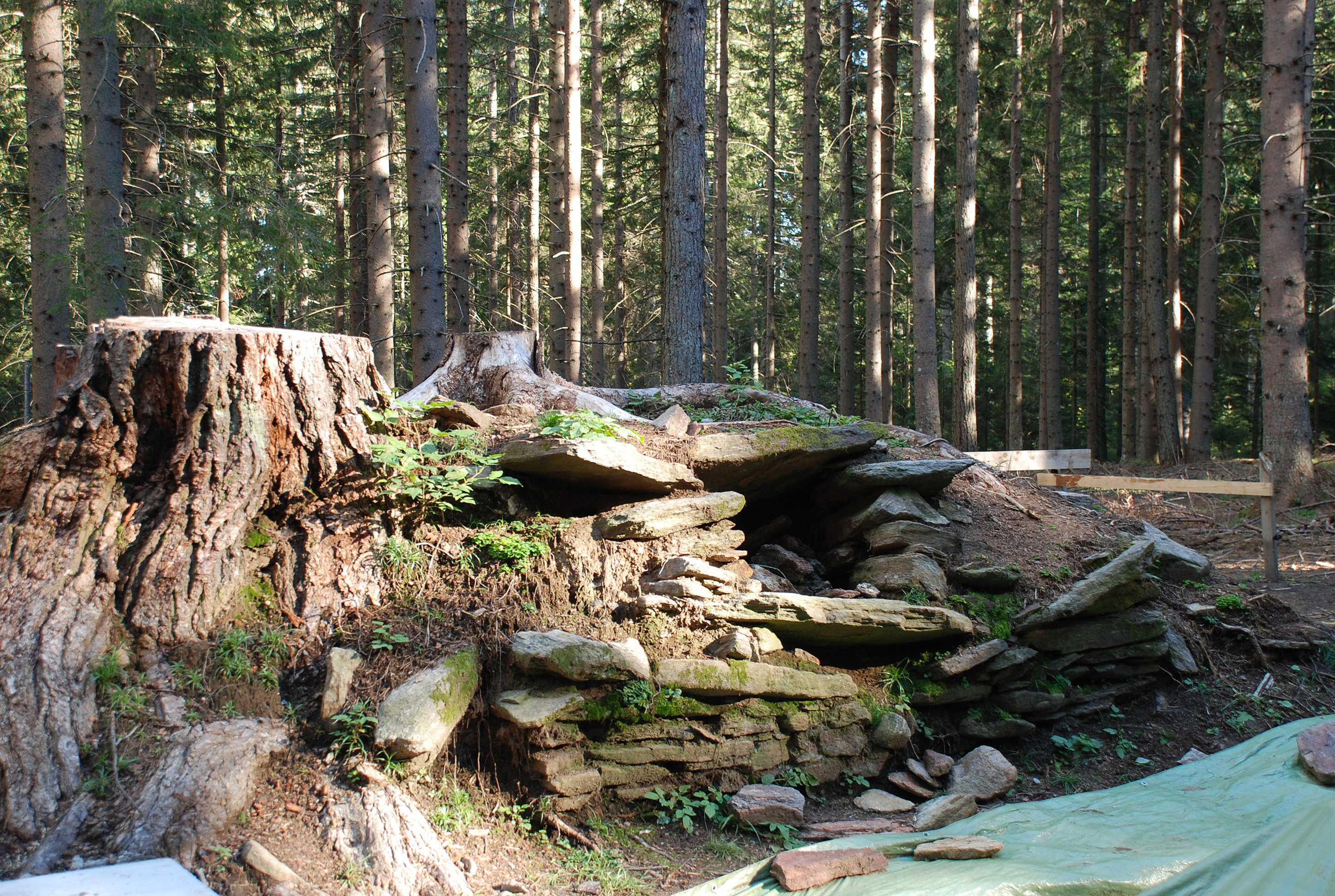
A greisdorfi 17. századi üveghuta

Sankt Stefan ob Stainz a tartomány déli részén fekszik a (megtévesztő nevű) Nyugat-Stájerország térségben, a Deutschlandsbergi járás északi határán. Az önkormányzat 9 katasztrális községben 11 falut fog össze: Greisdorf (422 lakos), Grubberg (93), Gundersdorf (292), Lemsitz (371), Lichtenhof (86), Pirkhof (409), Sankt Stefan ob Stainz (793), Sommereben (208), Steinreib (298), Wald in der Weststeiermark (31) Zirknitz (541).
A környező települések: keletre Lannach, délre Stainz, nyugatra Edelschrott, északnyugatra Ligist, északra Mooskirchen.

## Története
Zirknitz környékén a vaskori La Tène-kultúrához tartozó, római, illetve római kori kelta és illír sírokat találtak. A német nyelvű bajorok betelepülésének első írásos nyoma 1180-ból származik. St. Stefan ob Stainz egyházközségét 1203-ban említik először, előbb, mint hogy maga a grazi püspökség 1218-ban megalakult volna (akkor a salzburgi érsekség alá tartozott).
A lemsitzi vár a 12-13. században épült, tulajdonosai a Wildon-család hűbéresei voltak (akik a salzburgi érseket szolgálták). A várat a 17. század után nem említik, mára csak romjai maradtak. Egy másik nemesi kúria Lichtenhofban állt, ahol a von Lichtenberg nemzetség épített kétszintes kastélyt. A család előbb az Eppenstein-, később a Wildon-dinasztiát szolgálta, ám a 16. században kihalt. A kastélyépületet mezőgazdasági célokra hasznosították, majd lebontották.
1480-ban török portyázók dúlták fel Stájerországot és Karintiát; feltehetően a mai önkormányzathoz tartozó falvakat is. 1532-ben a Kőszeg ostromából visszavonuló törökök is elpusztították az egész dél-stájer országrészt. A helyiek a lemsitzi várban találtak menedéket, amely ellenállt a törökök néhány napos ostromának.
A napóleoni háborúk során a francia hadsereg szállta meg a vidéket. Lichtenhof és Pichling között az erdőben ma az ún. Francia kereszt (Franzosenkreuz) jelzi azt a helyet ahol a helyi parasztok megöltek három francia katonát.
Az 1933-ban a helyi orvos vezetésével megalakult az NSDAP helyi szervezete. 1934 nyarán a nácik megpróbálták átvenni Ausztriában a hatalmat (ún. júliusi puccs), ennek során a helybeli és a közeli Stainzból érkező fegyveres nemzetiszocialisták elfoglalták a csendőrség épületét. Harcokra nem került sor, mert a csendőrök visszavonultak.
A községi önkormányzat 1850-ben jött létre Lemsitz, Lichtenhof és Sankt Stefan részvételével. Nevét 1951-ben Sankt Stefan ob Stainz-ra változtatták. 1968-ban csatlakozott hozzá Pirkhof és Zirknitz, 2013-ban Gundersdorf, a 2014-es stájerországi közigazgatási reform során pedig Greisdorf.

## Lakosság
A Skt. Stefan ob Stainz-i önkormányzat területén 2017 januárjában 3567 fő élt, ami némi visszaesést jelent a 2001-es 3640 lakoshoz képest. Akkor a helybeliek 97,6%-a volt osztrák állampolgár. 92,7%-uk katolikusnak, 2,3% evangélikusnak, 3,5% pedig felekezeten kívülinek vallotta magát.

## Látnivalók

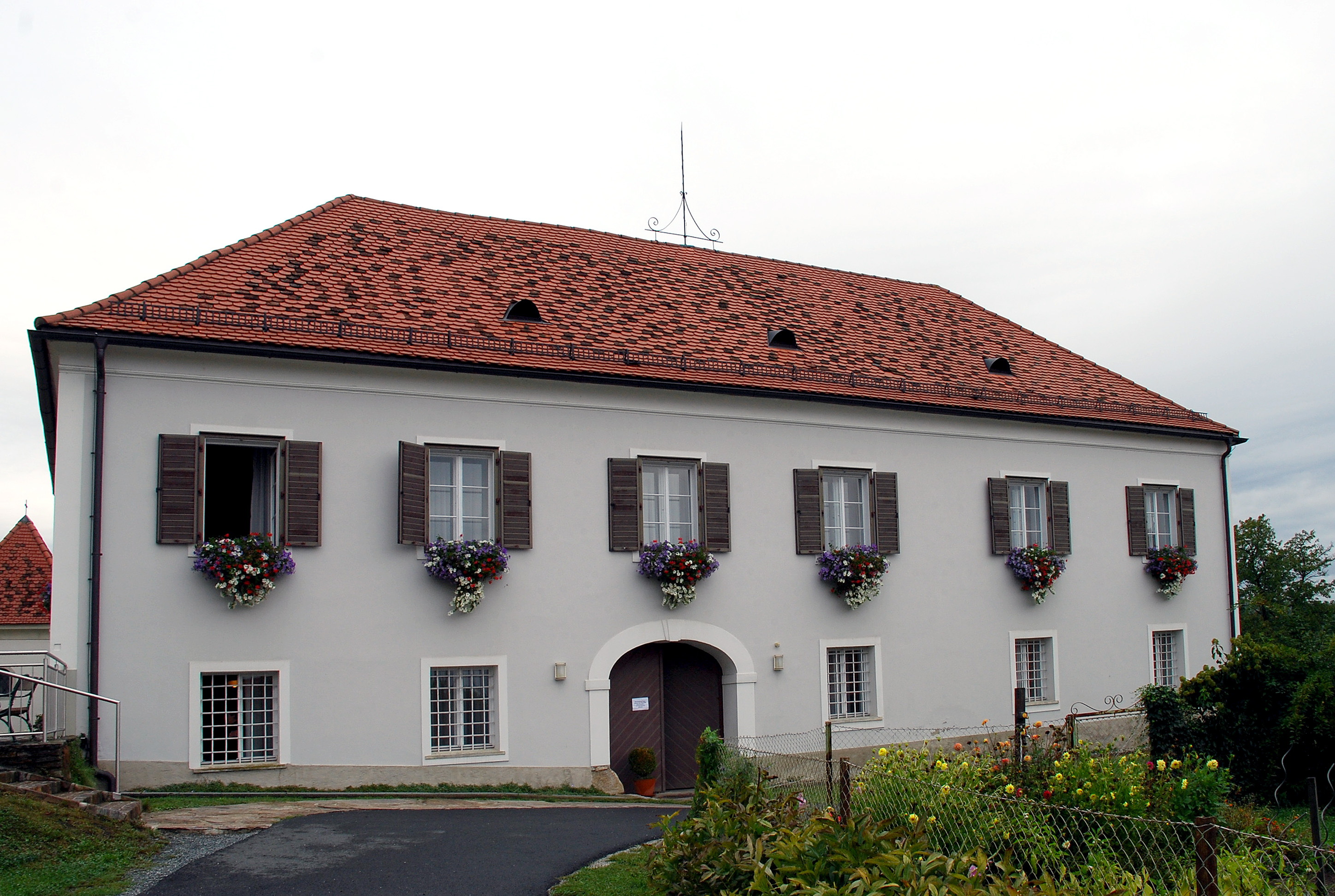
A barokk paplak

- a Szt. István-plébániatemplom St. Stefanban. 1203-ban említik először, mai formáját 1625-ben kapta. A paplak barokk stílusú.
- a 18. századi volt temetői kápolna
- a lemsitzi vár helyét teljesen benőtte az erdő, a romok alig felismerhetőek
- a greisdorfi erdei üveghuta 1640-ben épült, az egyik legjobb állapotban megmaradt középkori üveghuta Közép-Európában

## Testvértelepülések
- Villány, Magyarország

## Fordítás
- Ez a szócikk részben vagy egészben  a   Sankt Stefan ob Stainz című német Wikipédia-szócikk ezen változatának fordításán alapul.  Az eredeti cikk szerkesztőit annak laptörténete sorolja fel. Ez a jelzés csupán a megfogalmazás eredetét és a szerzői jogokat jelzi, nem szolgál a cikkben szereplő információk forrásmegjelöléseként.